# Капулівка
Капулі́вка — село в Україні, у Покровській сільській громаді Нікопольського району Дніпропетровської області. Населення — 2 053 мешканці.

## Назва
Існує три версії походження назви села Капулівка:
1. Від назви Капиного урочища, слово «капи» (тюрк.) означало «вхід». «ворота», неподалік розміщувався Микитин Ріг — переправа на той бік Дніпра.
2. Від слова «копи» — риба, рибні місця.
3. Від прізвища купця Капули, який оселився тут ще в часи однієї з Січей. А нащадки його живуть тут і понині. Тільки прізвище це збереглося не в самій Капулівці, а в сусідньому Покровському.

## Географія
Село Капулівка лежить на правому березі Каховського водосховища, вище за течією на відстані 4 км розміщене село Покровське, нижче за течією на відстані 0,5 км на протилежному березі великої затоки розміщене село Олексіївка. Поруч проходить автомобільна дорога Т 0436.
Відстань до райцентру становить близько 20 км і проходить по автошляху Н23.

## Місцевості села
Вулиці села: Івана Сірка, Козацька, Шкільна, Маяковського, Пилипа Орлика, Молодіжна, Портова, Каховська.

## Історія

### Козацькі часи
- Капулівка є найстарішим козацьким поселенням Нікопольщини і очевидно, з'явилася з утворенням Чортомлицької Січі в 1652 році.
- Біля села Капулівка на високому дніпровському березі в 1680 році був похований кошовий отаман Запорізької Січі Іван Сірко.

### Радянські часи
Під час організованого радянською владою Голодомору 1932—1933 років померло щонайменше 316 жителів села.
1966 року генерал Шарль де Голль під час відвідин поклав квіти на могилі легендарному отаманові Іванові Сірку в селі Капулівка. Іван Сірко є Національним героєм Франції, який брав участь у звільненні міста Дюнкерк від ворогів під час Тридцятирічної війни у 1646 році.
Кількість населення за переписом 1989 року становила 2200 осіб.

### Незалежна Україна

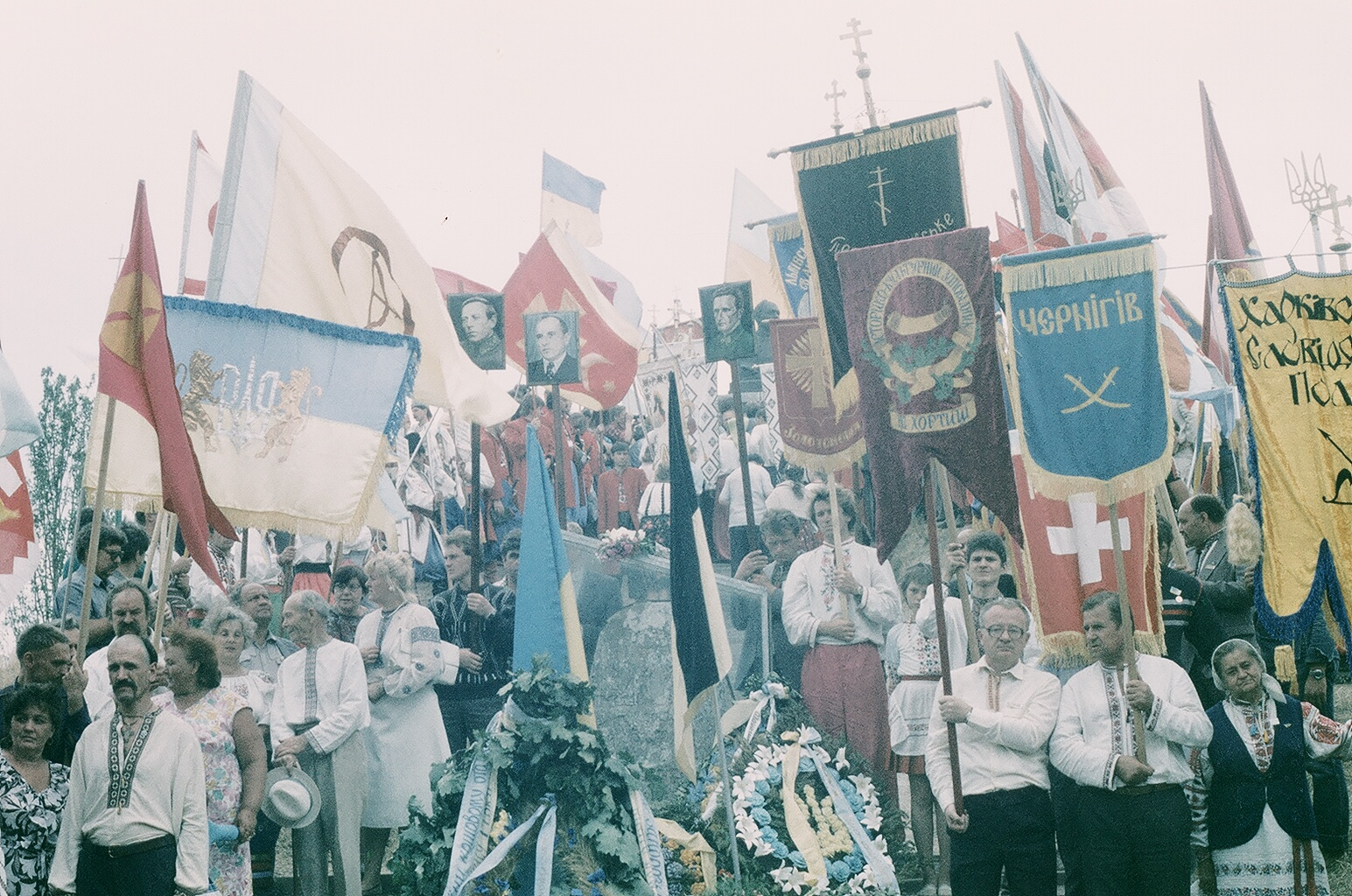
Біля могили кошового отамана Івана Сірка. 1990

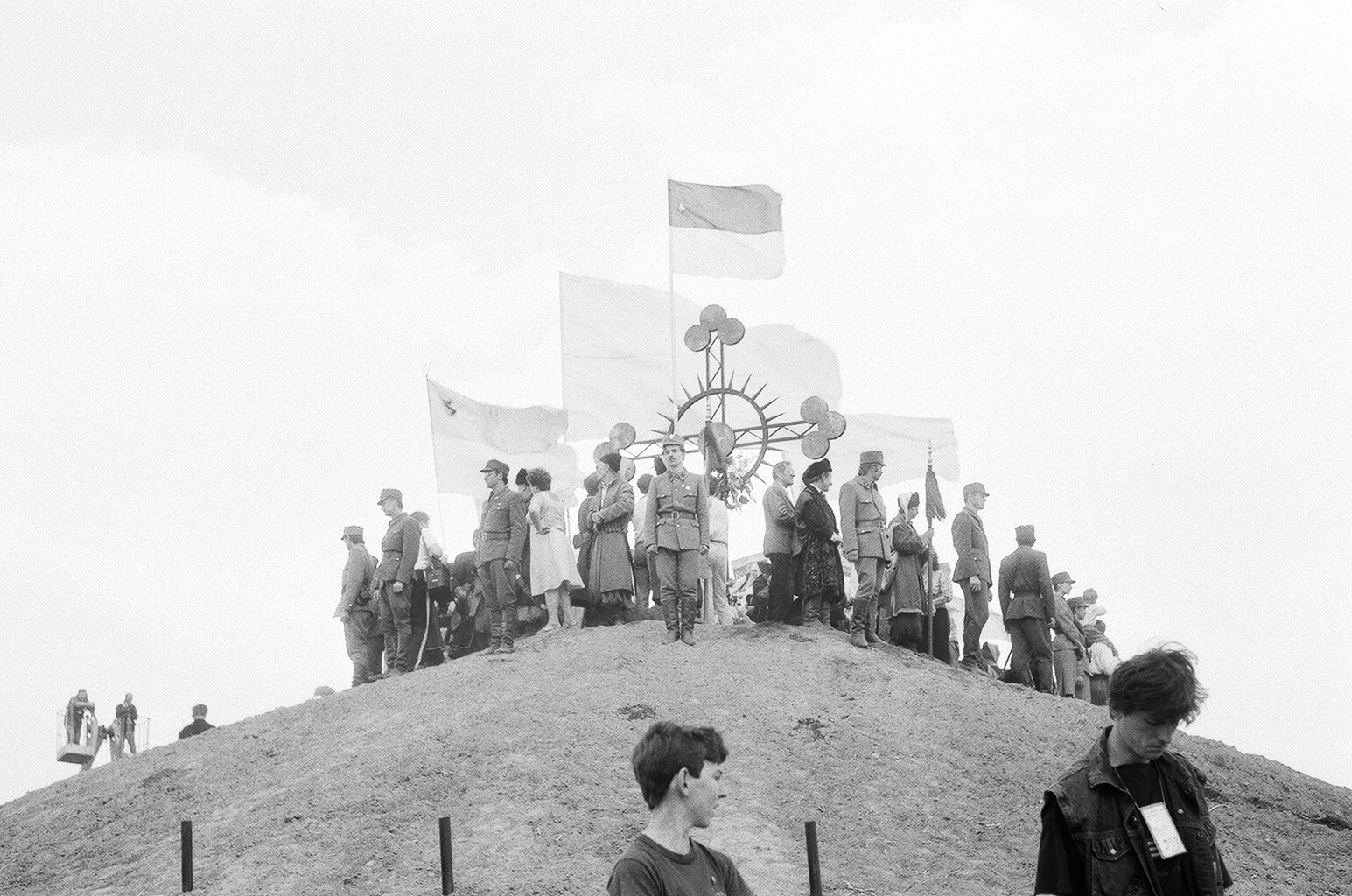
Могила Пам'яті. 1990

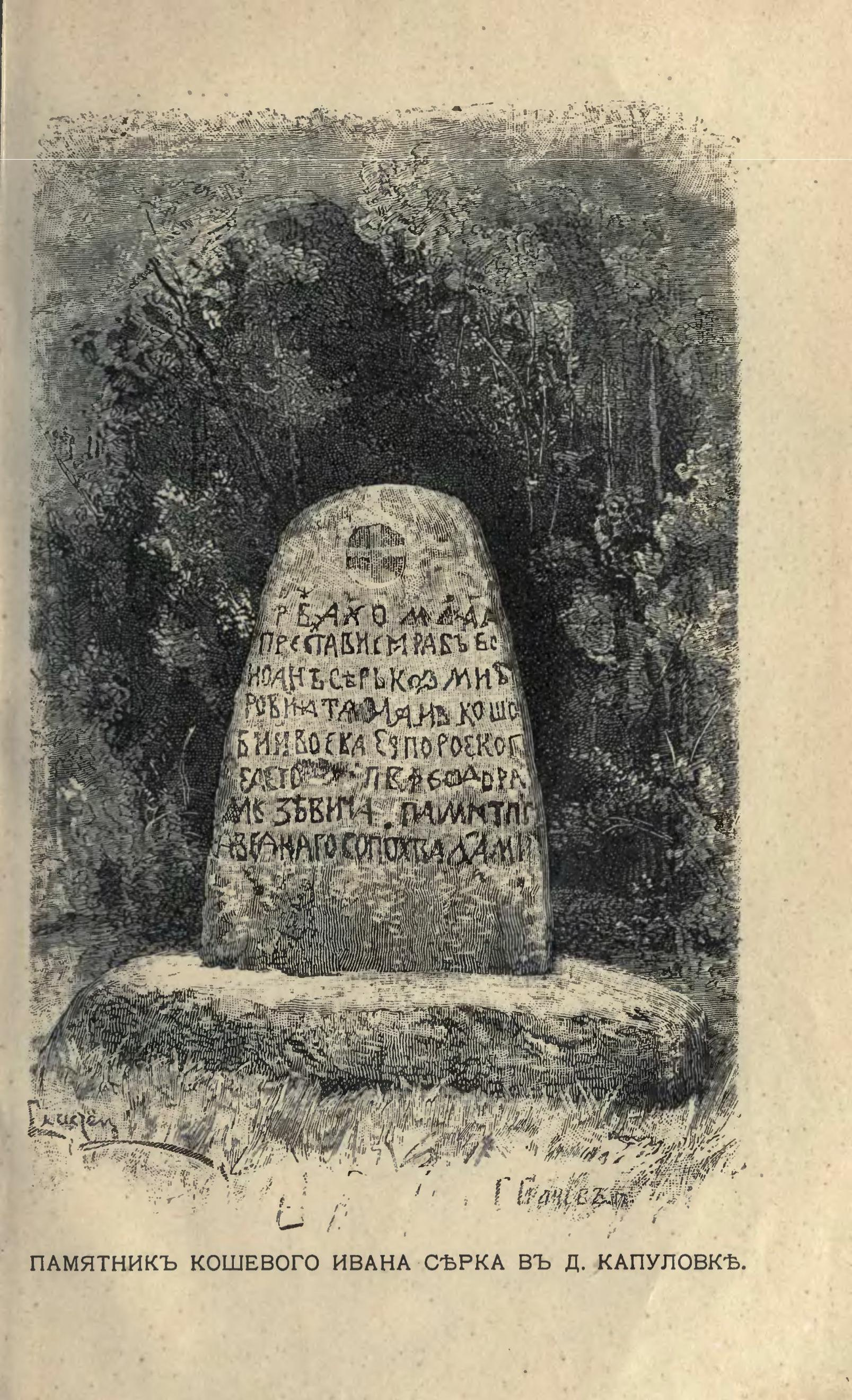
Колишній пам'ятник кошовому Іванові Сірку (біля села Капулівка)

У 1990 та 1991 роках у селі Капулівка відзначалося 500-ліття Запорозького козацтва.
1990 року неподалік села в рамках свята по відзначенню 500-ліття Запорозького козацтва насипанли Могилу Пам'яті.
Щороку у першу суботу серпня проводяться заходи присвячені вшануванню пам'яті Івана Сірка

## Населення

### Мова
Розподіл населення за рідною мовою за даними перепису 2001 року:
| Мова            | Кількість | Відсоток |
| --------------- | --------- | -------- |
| українська      | 1901      | 92.60 %  |
| російська       | 129       | 6.28 %   |
| білоруська      | 15        | 0.73 %   |
| румунська       | 2         | 0.10 %   |
| інші/не вказали | 6         | 0.29 %   |
| Усього          | 2053      | 100 %    |

## Економіка
В селі діють:
- ТОВ «Співдружність», ТОВ «Каховська хвиля», ФГ «Тетра» (вирощування зернових та технічних культур)
- ФГ «Губеня» (вирощування фруктів та ягід)
- СРТОВ «Луч» (рибальство)
- СФГ «Грабар» (м'ясо-молочне скотарство)
- ТОВ «Віола» (вантажні перевезення)
- ПП «Еліпс» (торгівля)

## Соціальна сфера
- Капулівська ЗОШ І-ІІІ ступенів (директор — Болюк Валентина Олексіївна)
- Капулівський дошкільний навчальний заклад (ясла — садок) «Малятко»
- Музей історії села Капулівки (відкритий у 1989 р.)

## Транспорт
Через село курсують автобуси за маршрутами: Нікополь-Капулівка, Нікополь-Покровське.

## Пам'ятки

### Археології
Поблизу села знайдено поселення й могильник Маріупольського типу дніпро-донецької культури мідної доби (кінець IV — початок III тисячоліття до н. е.).

### Історії
- Могила кошового отамана Чортомлицької Запорозької Січі І. Д. Сірка
- Братська могила радянських воїнів і партизан
- Пам'ятний знак на честь перебування в селі у 1880 році художників І. Ю. Рєпіна і В. А. Сєрова
- Пам'ятний знак на честь перебування в селі у 1952 році письменника і кінорежисера О. Довженка
- Пам'ятний знак на місці старої могили І. Д. Сірка
- Пам'ятний знак про місцезнаходження Чортомлицької Січі

### Релігії
У селі є дві церкви — Храм Святого апостола Андрія Первозванного ПЦУ та храм Святих Кирила та Мефодія.

## Пам'ятники
- Бюст Івана Сірка, відлитий за картиною І. Ю. Рєпіна в 1957 р., у 1980 р. відданий на переплавку і врятований небайдужими жителями села (біля нього дубок — синок знаменитого Хортицького дуба).

## Галерея

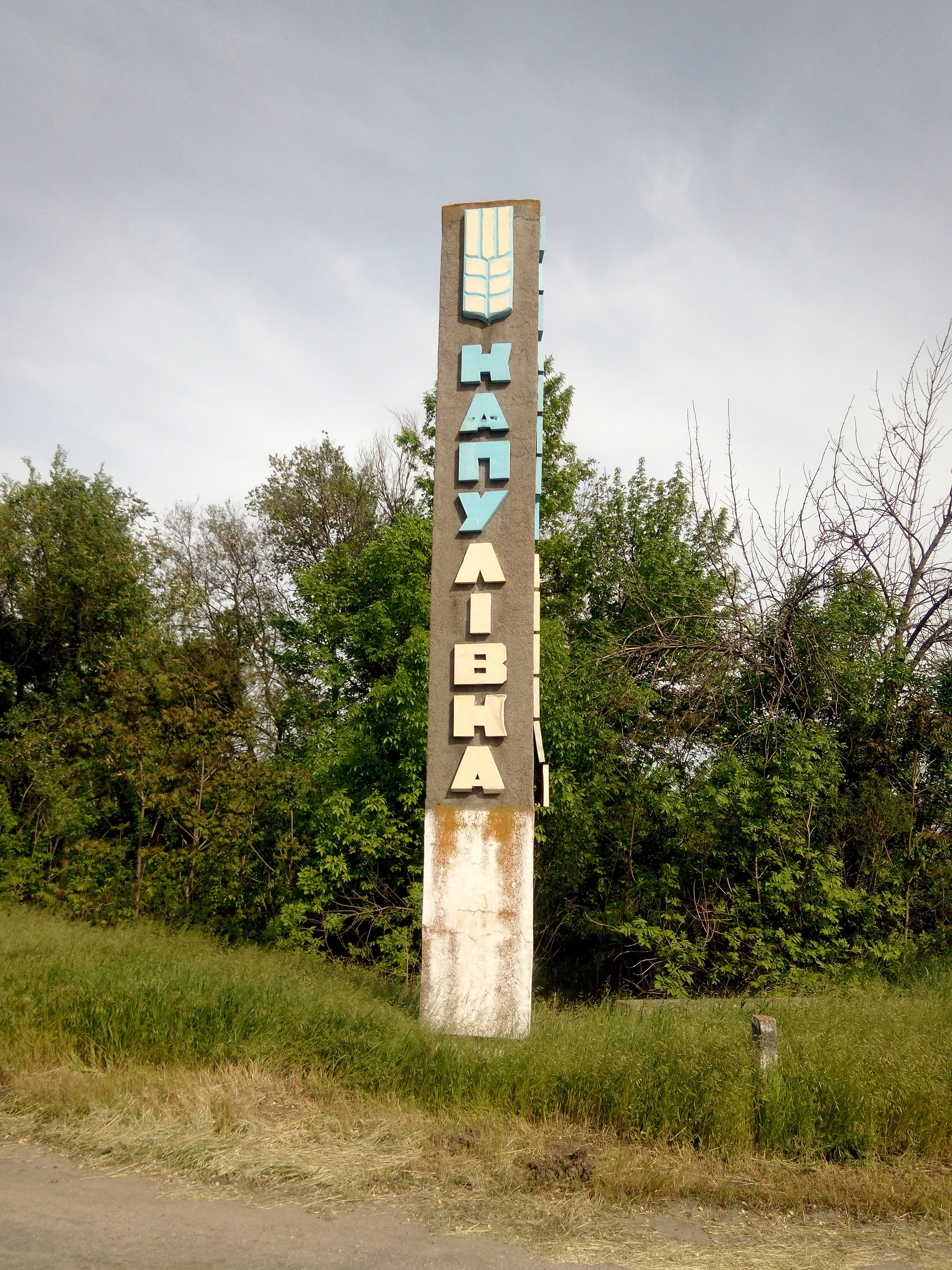
Стела при в'їзді до села
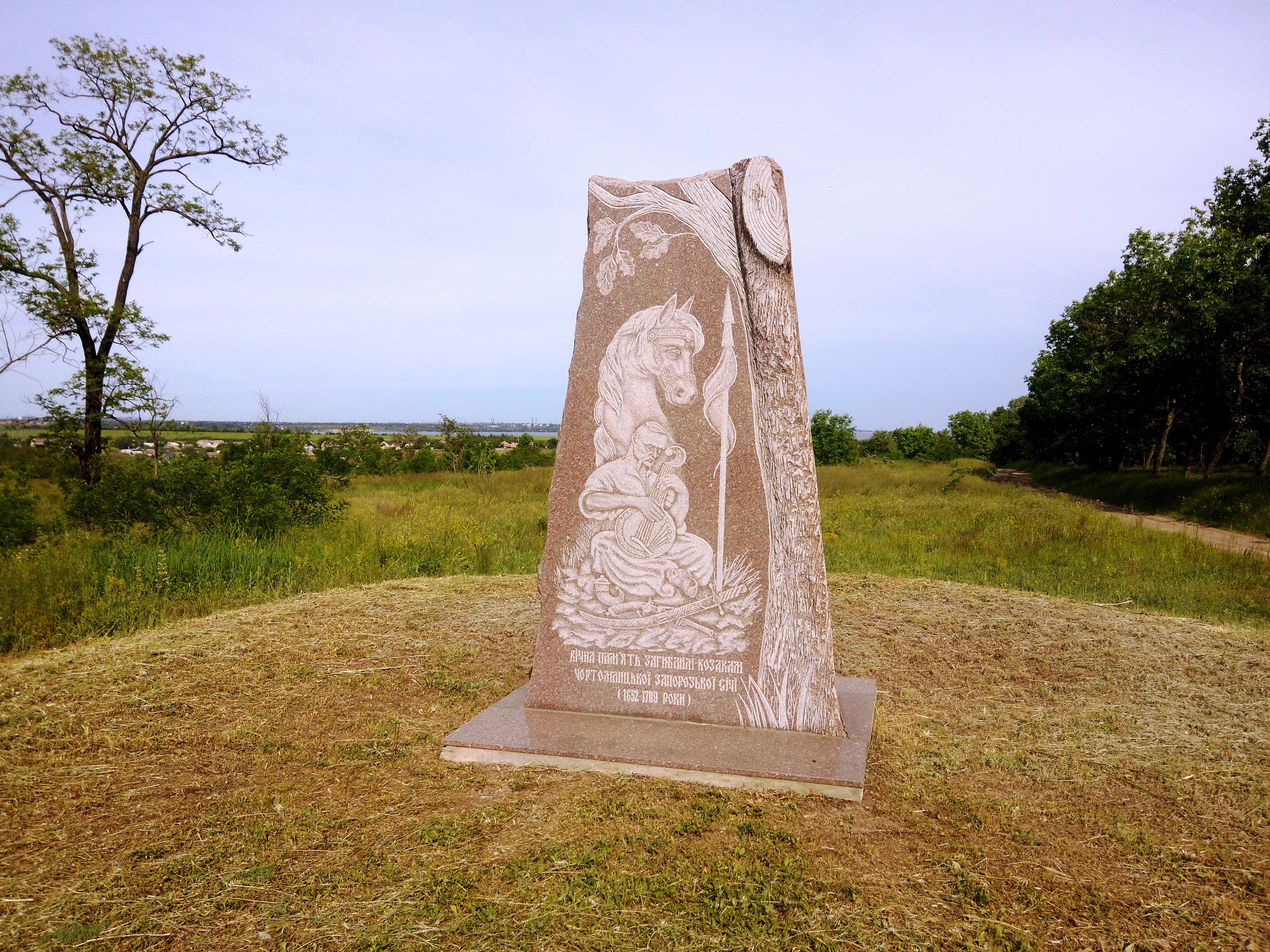
Пам'ятний камінь загиблим козакам Чортомлицької Запорізької Січі
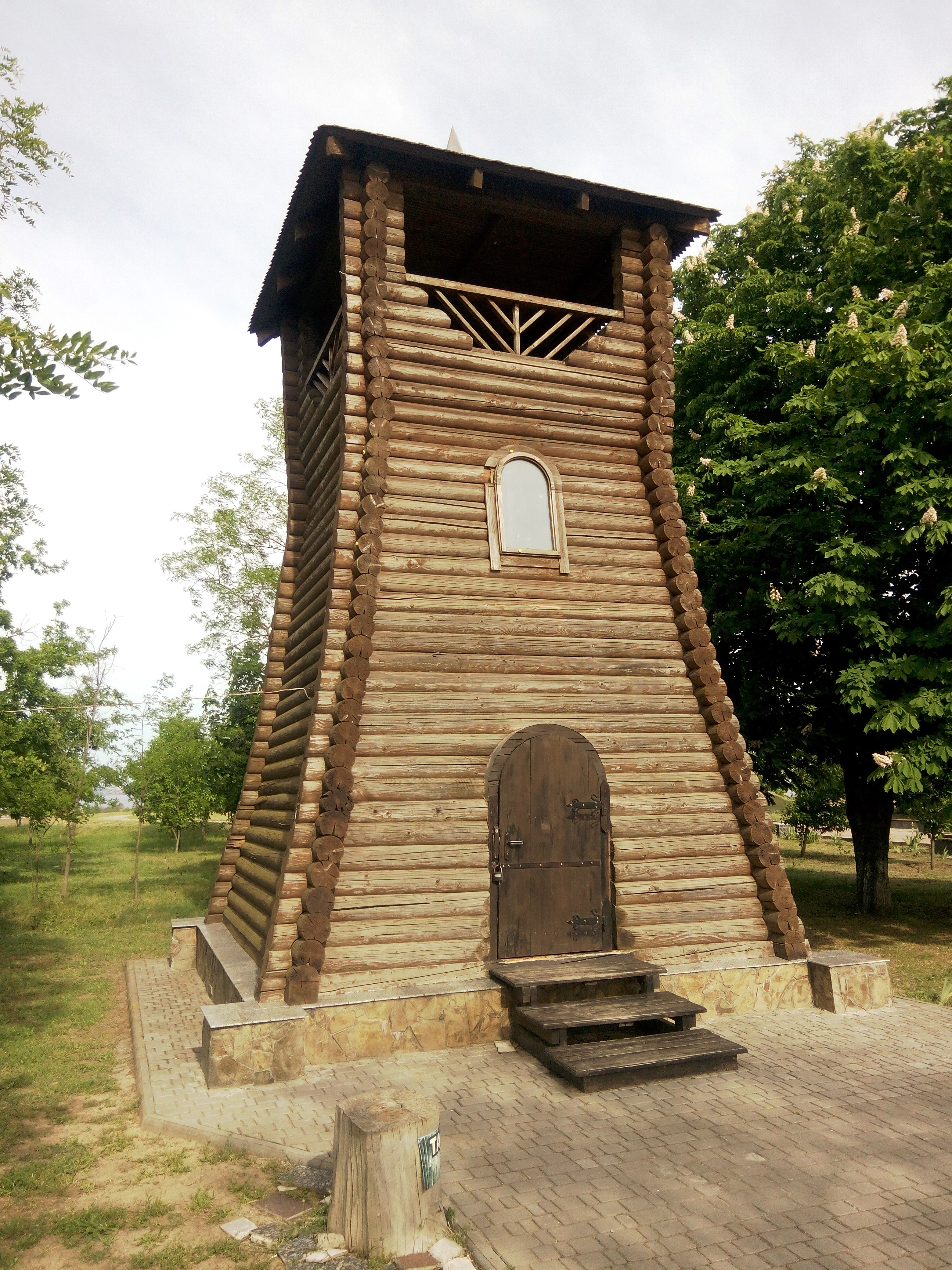
Дзвінниця
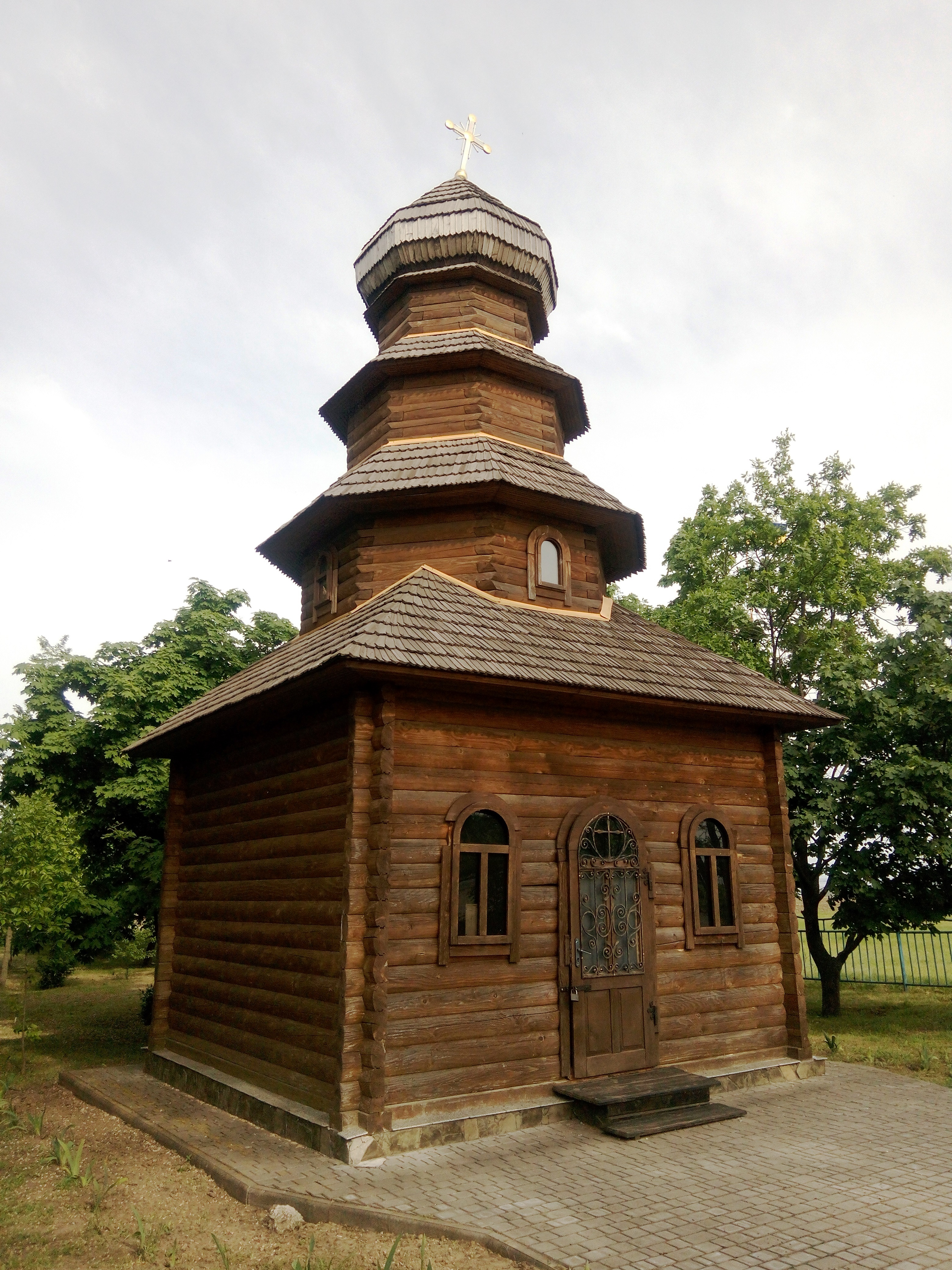
Покровська церква
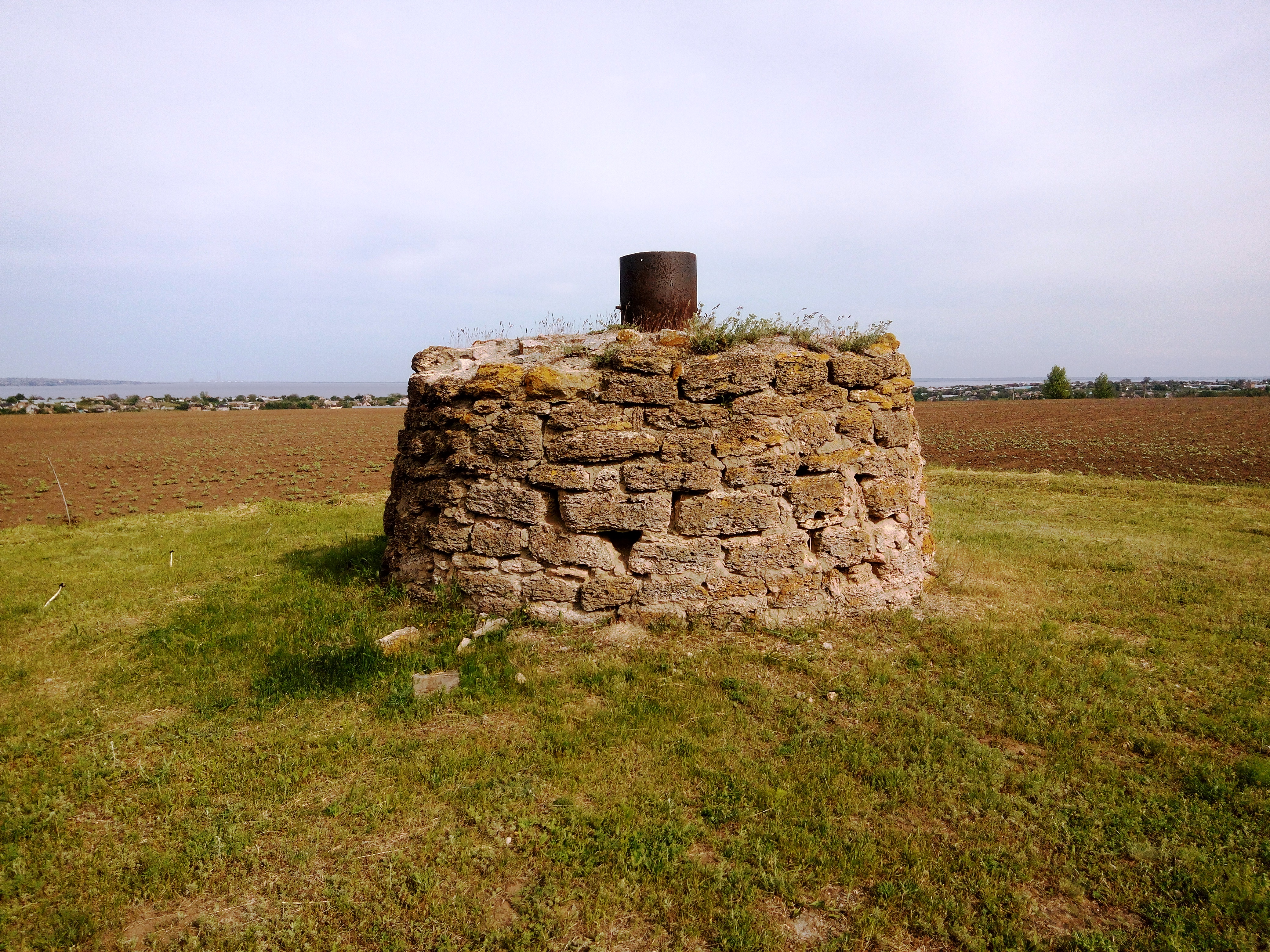
Курган
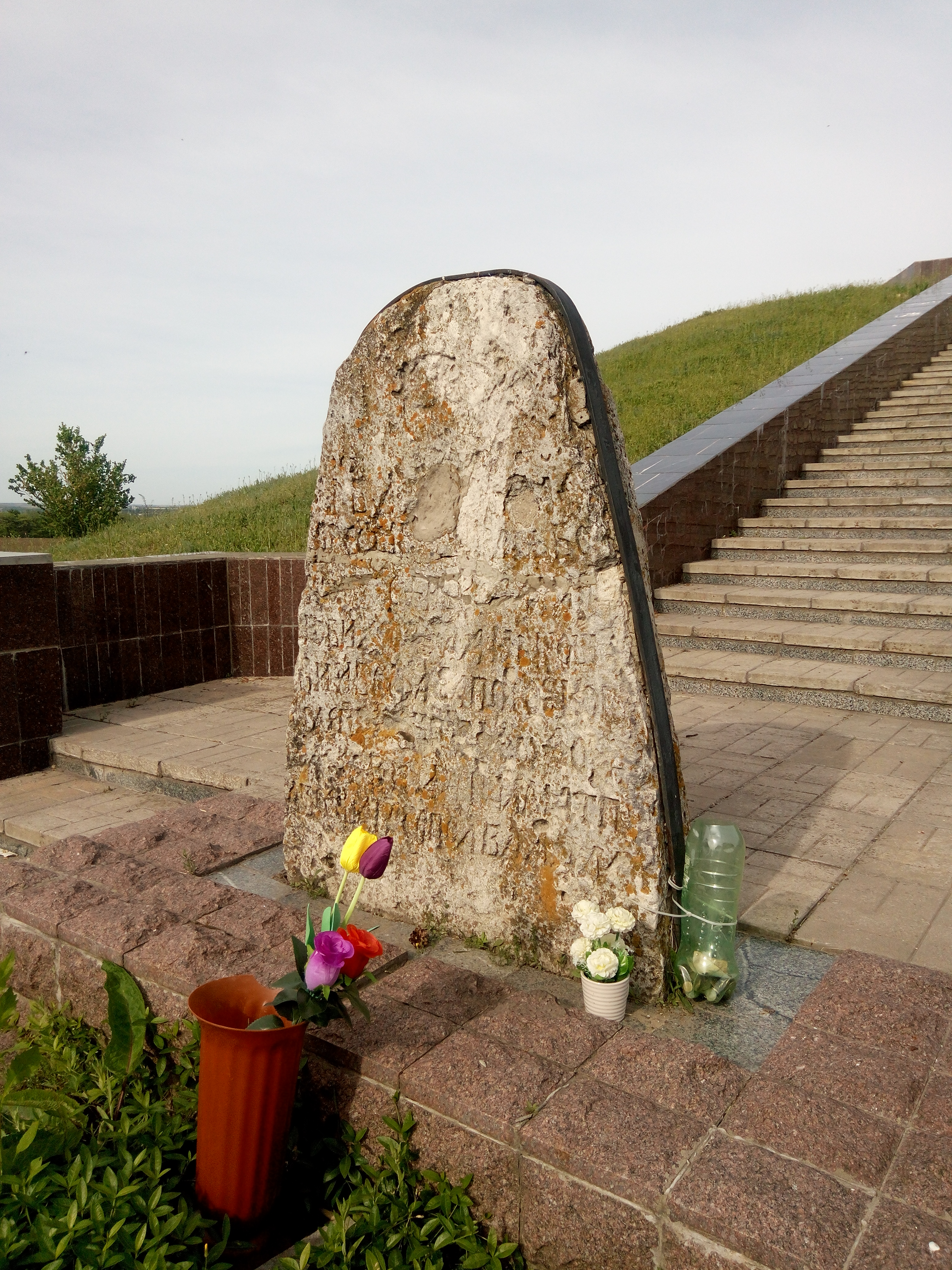
Могильний камінь з першого місця поховання Івана Сірка
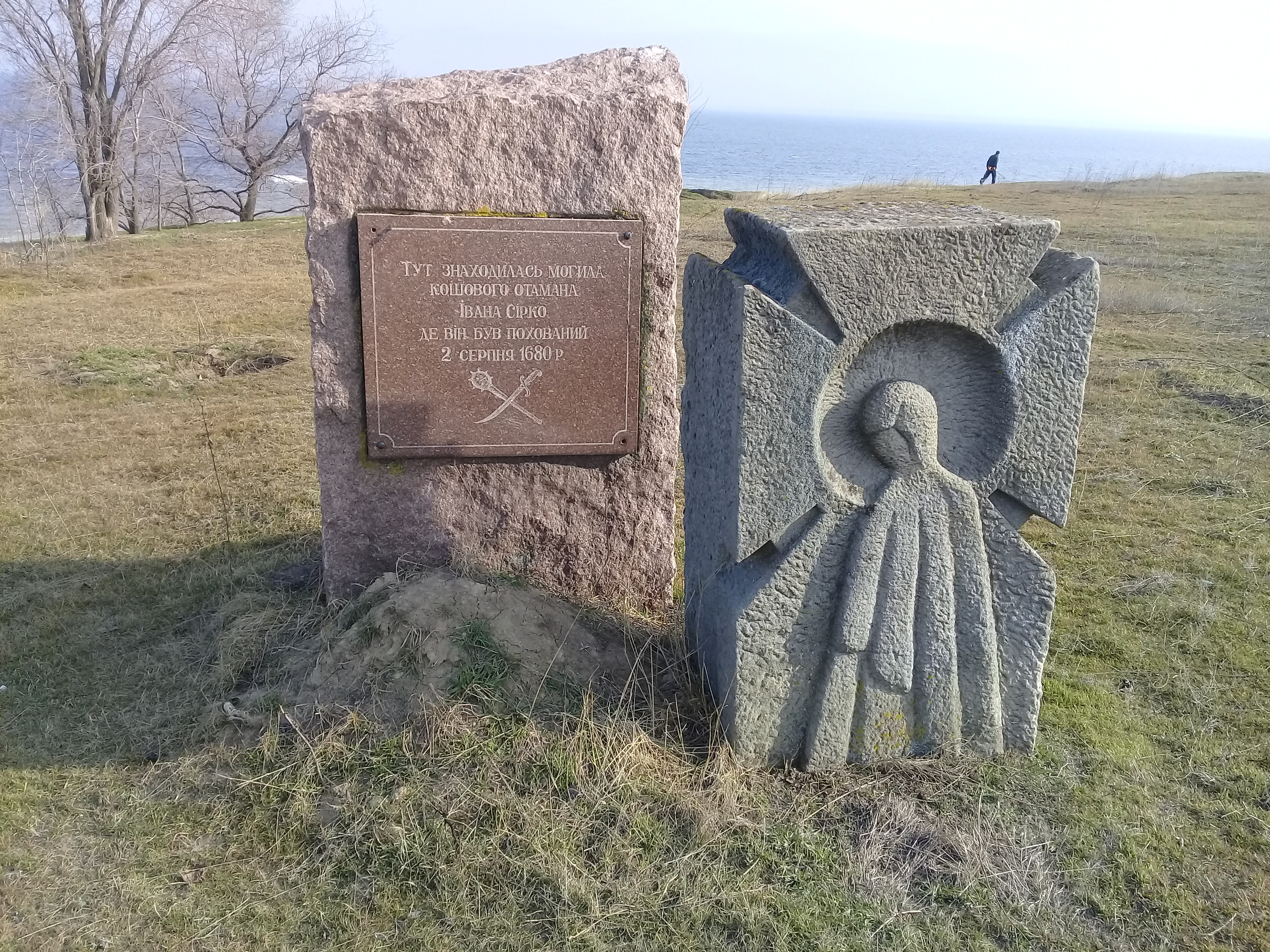
Місце першого поховання кошового Івана Сірка